# “一·三”惨案遗址
“一·三”惨案遗址，公布时的名称为“大革命时期英国水兵枪杀中国工人和市民处”，是第一批武汉市文物保护单位。

## “一·三”惨案
1927年1月3日，武汉各界举行庆祝国民政府迁鄂及北伐胜利大会，是日下午中央军事政治学校宣传队在汉口英租界附近江汉关演讲，英国大批水兵武装登陆，驱逐听讲群众，并以剌刀冲戮，当场伤群众5人，重伤2人:2597-2598。

## 文物保护情况
1959年6月10日，以“大革命时期英国水兵枪杀中国工人和市民处”的名义被武汉市人民委员会评为第一批武汉市文物保护单位。
其作为文物的保护范围为：南、北面分别至武汉关大楼南、北侧五十米沿江大道的一段（含武汉关前广场和长江边防水墙）。

## 图片

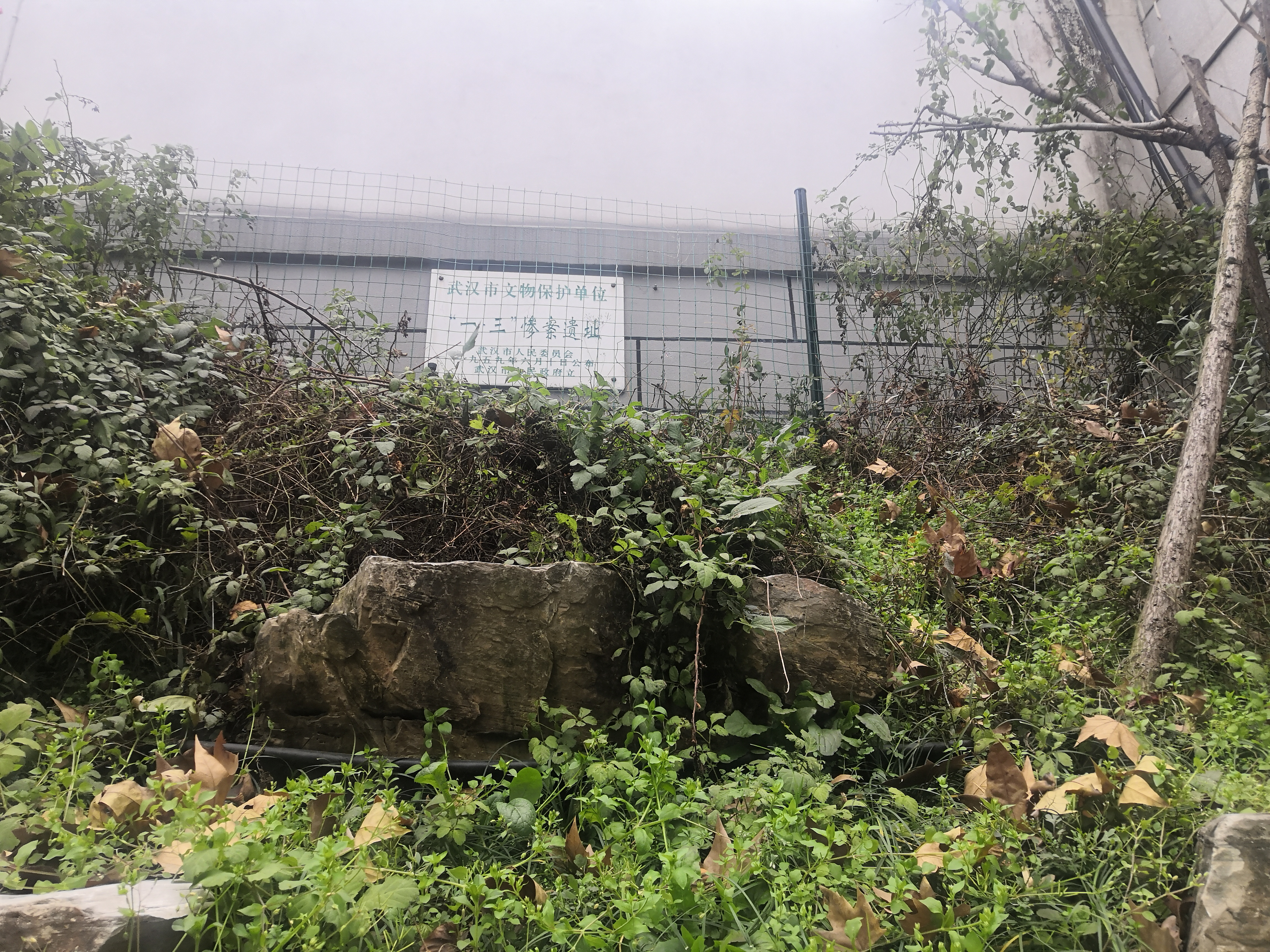
“一·三”惨案遗址 （2020年拍摄）
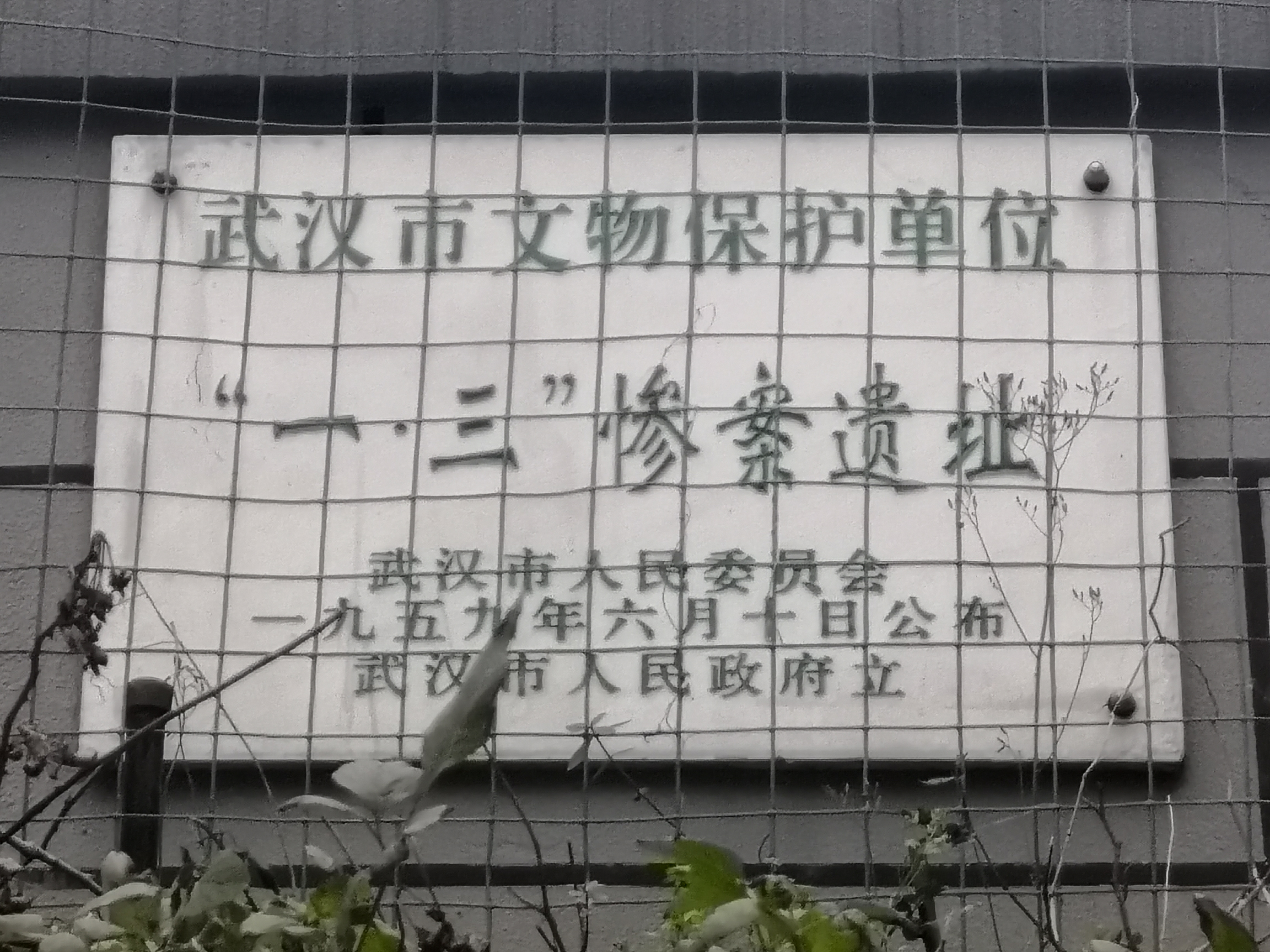
文物保护单位标志 （2020年拍摄）